# 甲基异噻唑啉酮
甲基异噻唑啉酮 （英語：Methylisothiazolinone，简写 MIT 或 MI），或称甲基异噻唑啉，是一种强而有力的杀菌和防腐剂，广泛用于个人护理产品与工业中。甲基异噻唑啉酮是一种异噻唑啉酮，化学结构与甲醛类似。
甲基异噻唑啉酮有细胞毒性，会影响许多种细胞。在二十一世纪初，甲基异噻唑啉酮广泛用于化妆品、洗剂、保湿剂、卫生巾、洗髮剂和防晒乳等个人用品，导致其使用量翻了一倍以上。基于消费者安全考量，欧盟消费者安全科学委员会将其定为接触致敏剂。
甲基异噻唑啉酮在工业应用范围也相当广泛，从防腐和消毒用途到抗菌剂、生产能源、金属加工液、採矿、油漆製造和製纸等，其中也对人类、陆地生物及海洋生物的造成潜在暴露威胁。例如现在普遍使用的船体油漆便对海洋生物具有毒性。

## 概述
MIT是一种广泛使用的杀菌防腐剂，能有效杀灭藻类、细菌和真菌。该活性单剂可广泛用于工业冷却水、油田回罐水、造纸行业、管道、涂料、油漆、橡胶以及化妆品、底片及洗涤用品等工业。MIT在低浓度下能有效杀灭多种细菌，特别适用于化妆品和个人护理品制剂的保存。甲基异噻唑啉酮适用的pH范围为pH2.0-12.0 ，与水互溶。
MIT和其他异噻唑啉酮物所衍生的杀生物剂用于控制水中的微生物生长。目前最广泛使用的异噻唑啉酮杀生物剂是由MIT及5-氯-2-甲基-4-异噻唑啉-3-酮（氯甲基异噻唑啉酮，CMIT）以3：1溷合（CMIT：MIT）而成的Kathon 杀菌剂。 Kathon通常以含有10-15％CMIT / MIT的浓缩液供应给製造商，推荐的用量为6ppm至75ppm。其应用范围从工业储水罐到冷却装置、採矿、造纸、金属加工液和能源生产等方面。
Kathon也被用于控制与在生产会与食品接触的纸製品中产生的粘液。此外，Kathon还可用作为会与食品接触胶的塑胶罐和铜版纸的杀菌剂。

## 检测
建立了一种纸质食品包装材料中甲基异噻唑啉酮的气相色谱-质谱分析方法。以二氯甲烷为提取剂，用索氏提取器回流提取样品中的甲基异噻唑啉酮类防腐剂（2-甲基-4-异噻唑啉-3-酮及5-氯-2-甲基-4-异噻唑啉-3-酮），用真空旋转蒸发仪将提取液进行浓缩，乙酸乙酯进行定容。定容后的溶液进行气相色谱-离子阱质谱法测定，以二级子离子为监测对象进行检测，两种化合物在0.01～5.0 mg/L范围内线性关系良好，线性系数均不低于0.998，方法的定量下限为0.01 mg/kg。
化妆品中甲基异噻唑啉酮及其氯代物的高效液相色谱法测定分析方法。方法样品以甲醇为溶剂，经超声提取，以甲醇-水(体积比为25∶75)为流动相进行分离，流速为1.0mL/min，二极管阵列检测器在276nm波长处检测。结果氯化甲基异噻唑啉酮和甲基异噻唑啉酮的线性范围分别为0.05～100μg/mL和0.0125～25μg/mL,方法检出限分别为0.20和0.08μg，实际样品的加标回收率分别为88.3/～92.9/和84.5/～93.9/，RSD分别为2.9/～5.8/和2.5/～9.4/(n=6)。结论该方法简便、快速、准确,可用于化妆品中甲基异噻唑啉酮及其氯代物的分析测定。

## 争议
2005年2月24日，美國細胞生物學學會報導說，具有细胞毒性与神经毒性。包括Clairol（草本精華）、Head & Shoulders（海倫仙度絲）、Pantene（潘婷）、Rejoice（飄柔）、Vidal Sassoon（沙宣）等品牌的化妆品含有该成分。

## 社会反应
- 2005年2月24日，据美国细胞生物学会第44届会议上提交的一项研究，长时间暴露于杀菌剂甲基异噻唑啉酮(MIT) ，阻碍了大鼠生育中的神经元的生长。
- 英國皮膚科醫生協會指出，逾60%洗髮產品含致敏防腐劑MI及MCI。
- 世界權威醫學組織呼籲禁用的兩種防腐劑MI和MCI/MI。
- 香港免疫及過敏病科專科醫生指，近兩年在香港求診的病人中，有六成對MI或MCI敏感，患者應停用有關產品。
- 香港醫院藥劑師學會呼籲，濕疹或皮膚過敏患者不要使用含MI或MCI的產品；市民使用後如出現脫皮或紅腫等徵狀，也應即時停用。他指，濕疹及過敏是免疫系統疾病，若人體經常接觸致敏物質，有可能激發免疫系統反應。